# Jaroslav Bouček
Jaroslav Bouček (ur. 13 grudnia 1912 w Černošicach; zm. 10 października 1987 w Pradze) – czechosłowacki piłkarz występujący na pozycji pomocnika.
Grał dla Sparty Praga oraz Stade Rennais. W reprezentacji Czechosłowacji wystąpił 31 razy, strzelił jedną bramkę. Członek kadry na mistrzostwa świata 1934 (nie zagrał w żadnym meczu) i 1938.